# Pardosa taczanowskii
Pardosa taczanowskii är en spindelart som först beskrevs av Tord Tamerlan Teodor Thorell 1875.  Pardosa taczanowskii ingår i släktet Pardosa och familjen vargspindlar.
Artens utbredningsområde är Polen. Inga underarter finns listade i Catalogue of Life.